# I treni di Tozeur
"I treni di Tozeur" (Italiaans voor "De treinen van Tozeur") is een nummer van het Italiaanse gelegenheidsduo Alice & Battiato. Dit duo vertegenwoordigde Italië tijdens het Eurovisiesongfestival van 1984 met dit lied, dat op de gedeelde vijfde plaats eindigde.

## Achtergrond
De tekst van "I treni di Tozeur" is geschreven door Franco Battiato en Saro Cosentino, en de muziek is geschreven door Battiato en Giusto Pio. Het lied gaat over de treinen die door Tunesië van Métlaoui naar Tozeur rijden. Aan het einde van het lied worden er een paar regels in het Duits gezongen, die afkomstig zijn uit het Singspiel Die Zauberflöte van Wolfgang Amadeus Mozart. Zowel Alice als Battiato hebben soloversies van het nummer opgenomen. Op de B-kant van de single stond het instrumentale "Le biciclette di Forlì", een verwijzing naar de stad Forlì, de geboorteplaats van Alice.
Tijdens het Eurovisiesongfestival van 1984 was "I treni di Tozeur" het achttiende optreden van de avond, na het Zwitserse Rainy Day met "Welche Farbe hat der Sonnenschein?" en voor de Portugese Maria Guinot met "Silêncio e tanta gente". Voorafgaand aan het festival was het een van de favorieten voor de eindzege, en bij de puntenuitreiking kreeg het twaalf punten van zowel Spanje als Finland. Het eindigde uiteindelijk op een gedeeld vijfde plaats, samen met de Belgische Jacques Zegers met "Avanti la vie".
Alhoewel "I treni di Tozeur" het Eurovisiesongfestival niet wist te winnen, werd het toch een hit in een aantal Europese landen. In het thuisland Italië kwam het tot de derde plaats. In Nederland behaalde de single de zeventiende plaats in de Top 40 en de vijftiende plaats in de Nationale Hitparade, terwijl in Vlaanderen de dertigste plaats in een voorloper van de Ultratop 50 werd bereikt.

## Hitnoteringen

### Nederlandse Top 40
| Hitnotering: 09-06-1984 t/m 21-07-1984 | Hitnotering: 09-06-1984 t/m 21-07-1984 | Hitnotering: 09-06-1984 t/m 21-07-1984 | Hitnotering: 09-06-1984 t/m 21-07-1984 | Hitnotering: 09-06-1984 t/m 21-07-1984 | Hitnotering: 09-06-1984 t/m 21-07-1984 | Hitnotering: 09-06-1984 t/m 21-07-1984 | Hitnotering: 09-06-1984 t/m 21-07-1984 | Hitnotering: 09-06-1984 t/m 21-07-1984 |
| Week                                   | 1                                      | 2                                      | 3                                      | 4                                      | 5                                      | 6                                      | 7                                      |                                        |
| -------------------------------------- | -------------------------------------- | -------------------------------------- | -------------------------------------- | -------------------------------------- | -------------------------------------- | -------------------------------------- | -------------------------------------- | -------------------------------------- |
| Nummer                                 | 39                                     | 26                                     | 23                                     | 18                                     | 17                                     | 22                                     | 40                                     | uit                                    |

### Nationale Hitparade
| Hitnotering: 09-06-1984 t/m 28-07-1984 | Hitnotering: 09-06-1984 t/m 28-07-1984 | Hitnotering: 09-06-1984 t/m 28-07-1984 | Hitnotering: 09-06-1984 t/m 28-07-1984 | Hitnotering: 09-06-1984 t/m 28-07-1984 | Hitnotering: 09-06-1984 t/m 28-07-1984 | Hitnotering: 09-06-1984 t/m 28-07-1984 | Hitnotering: 09-06-1984 t/m 28-07-1984 | Hitnotering: 09-06-1984 t/m 28-07-1984 | Hitnotering: 09-06-1984 t/m 28-07-1984 |
| Week                                   | 1                                      | 2                                      | 3                                      | 4                                      | 5                                      | 6                                      | 7                                      | 8                                      |                                        |
| -------------------------------------- | -------------------------------------- | -------------------------------------- | -------------------------------------- | -------------------------------------- | -------------------------------------- | -------------------------------------- | -------------------------------------- | -------------------------------------- | -------------------------------------- |
| Nummer                                 | 25                                     | 20                                     | 15                                     | 16                                     | 24                                     | 30                                     | 30                                     | 38                                     | uit                                    |

### NPO Radio 2 Top 2000
| Nummer met noteringen in de NPO Radio 2 Top 2000 | '99 | '00 | '01  | '02  | '03  | '04  | '05  | '06  | '07  | '08  |
| ------------------------------------------------ | --- | --- | ---- | ---- | ---- | ---- | ---- | ---- | ---- | ---- |
| I treni di Tozeur                                | 975 | 884 | 1319 | 1409 | 1201 | 1316 | 1378 | 1755 | 1510 | 1454 |

1. ↑  Een vetgedrukt getal geeft de hoogste notering aan.
2. ↑  Deze tabel is bijgewerkt tot en met de laatste editie (2024).